# Indústria

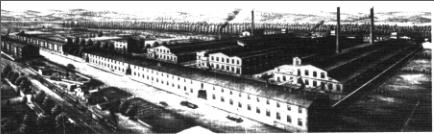
Fàbrica tèxtil catalana dels Burés al 1905, prop d'Anglès (la Selva).

La indústria és el procés d'elaboració de productes a partir de primeres matèries  com les instal·lacions i sistemes associats. La indústria es distingeix de l'artesania, que també elabora productes, en el sistema fabril, la producció en sèrie o en cadena i l'ús de maquinàries. La indústria pròpiament dita sorgeix amb la Revolució Industrial a Anglaterra i Escòcia al segle xviii.
La indústria és el conjunt de processos i activitats que tenen com a finalitat transformar les primeres matèries de productes elaborats, de forma massiva. Hi ha diferents tipus d'indústries, segons siguin els productes que fabriquen. Per exemple, la indústria alimentària es dedica a l'elaboració de productes destinats a l'alimentació, com el formatge, els embotits, les conserves, les begudes, etc. Per al seu funcionament, la indústria necessita matèries primeres i fonts d'energia per a transformar.
Des de l'origen de l'home, aquest ha tingut la necessitat de transformar els elements de la natura per poder aprofitar-se d'ells, en sentit estricte ja existia la indústria, però és cap a final del segle xviii i durant el segle xix quan el procés de transformació dels recursos de la natura pateix un canvi radical. Aquest canvi es basa, bàsicament, en la disminució del temps de treball necessari per a transformar un recurs en un producte útil, gràcies a la utilització de mode de producció capitalista, que pretén la consecució un benefici econòmic augmentant els ingressos i disminuint les despeses. Amb la Revolució Industrial el capitalisme adquireix una nova dimensió, i la transformació de la natura arriba a límits insospitats fins aleshores.
Gràcies a la Revolució Industrial les regions es poden especialitzar, sobretot, a causa de la creació de mitjans de transport eficaços, en un mercat estatal i un altre mercat internacional, el més lliure possible de traves aranzelàries i burocràtiques. Algunes regions es van especialitzar en la producció industrial, conformant el que coneixerem com regions industrials.
Una nova estructura econòmica, i la destrucció de la societat tradicional, van garantir la disponibilitat de suficient força de treball assalariada i voluntària.
La indústria, considerada el sector secundari de l'economia, crea una nova classe social, la del proletariat o dels obrers.

## Importància de la indústria

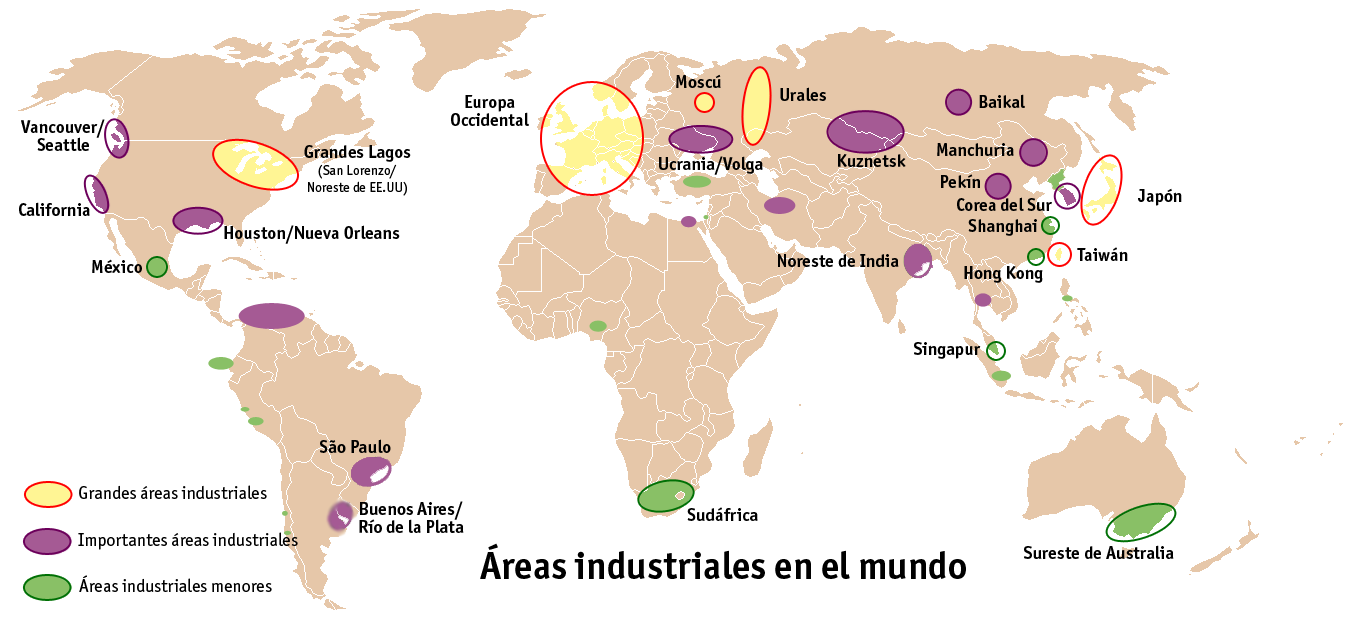
Situació de les principals àrees industrials al món.

La indústria va ser el sector motor de l'economia des del segle xix i, fins a la Segona Guerra Mundial, la indústria era el sector econòmic que més aportava al producte interior brut (PIB), i el que més mà d'obra ocupava. Des de llavors, i amb l'augment de la productivitat per la millora de les màquines i el desenvolupament dels serveis, ha passat a un segon terme. Tanmateix, continua sent essencial, ja que no hi pot haver serveis sense desenvolupament industrial.
El capital d'inversió, a Europa, procedeix de l'acumulació de riquesa en l'agricultura. El capital agrícola s'invertirà en la indústria i en els mitjans de transport necessaris per posar en el mercat dels productes elaborats.
En principi els productes industrials faran a augmentar la productivitat de la terra, amb el que es podrà alliberar força de treball per a la indústria i es podran obtenir productes agrícoles excedentaris per alimentar a una creixent població urbana, que no viu del camp. L'agricultura, doncs, proporciona a la indústria cabdals, força de treball i mercaderies. Tot això és una condició necessària per al desenvolupament de la revolució industrial.
En els països del Tercer Món, i en alguns països d'industrialització tardana, el capital el proporciona la inversió estrangera, que munta les infraestructures necessàries per a extreure la riquesa i les plusvàlues que genera la força de treball; sense alliberar de les tasques agrícoles a la mà d'obra necessària, sinó només a la imprescindible. En un principi va haver de recórrer a l'esclavitud per a garantir la mà d'obra. Però el canvi de l'estructura econòmica, i la destrucció de la societat tradicional, va garantir la disponibilitat de suficient capitals.
Catalunya té el 14,8% de la població treballant en indústria, especialment d'alimentació i fabricació de productes metàl·lics, i el 7,8% de la població en la construcció. De la indústria, els tipus de fàbriques més importants són: A Catalunya les fàbriques se situen a Barcelona i els voltants, Girona i Tarragona.

## Manufactura
La manufactura és la forma més elemental de la indústria; la paraula significa «fer a mà» però en economia significa transformar primeres matèries en un producte d'utilitat concreta. Gairebé tot el que fem servir és un fruit d'aquest procés, i gairebé tot el que es manufactura s'elabora en grans fàbriques. Els artesans també fabriquen mercaderies, bé sols o en petits grups.
Hi ha mercaderies que necessiten fabricar-se en diverses etapes, per exemple els automòbils, que es construeixen amb peces que s'han fet en altres, en general d'altres països i del mateix. O està constituïda per empreses des de molt petites (forns i molins, entre d'altres) fins a grans conglomerats (armadors d'automòbils, embotelladores de refrescos, envasadores d'aliments, laboratoris farmacèutics i fàbriques de joguines.

## Processos industrials
El procés industrial és el conjunt d'operacions necessàries per modificar les característiques de les matèries primeres. Aquestes característiques poden ser de naturalesa molt variada com per exemple la forma, la densitat, la resistència, la mida o l'estètica. Es realitzen en l'àmbit de la indústria.
A la immensa majoria dels casos, per a l'obtenció d'un determinat producte seran necessàries multitud d'operacions individuals de manera que, depenent de l'escala d'observació, es pot denominar procés tant al conjunt d'operacions des de l'extracció dels recursos naturals necessaris fins a la venda del producte com a les realitzades en un lloc de treball amb una determinada màquina-eina.
En l'àmbit industrial se solen considerar convencionalment els processos elementals que s'indiquen, agrupats en dues grans famílies:

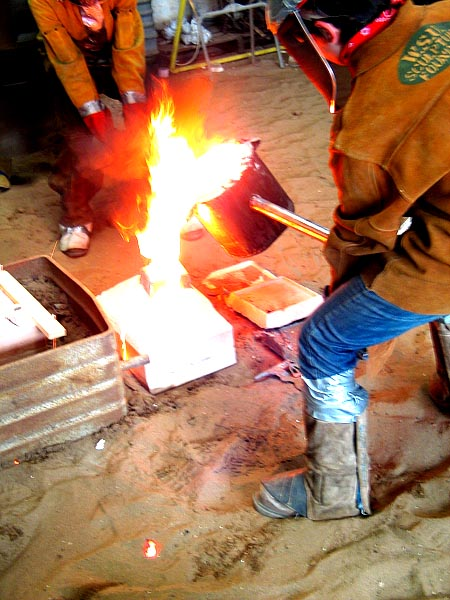
Emmotllament

### Tecnologia mecànica
- Emmotllament
  - Fosa: procés de fabricació de peces, comunament metàl·liques però també de plàstic, consistent en fondre un material i introduir-lo en una cavitat, anomenada motlle, on es solidifica. El procés tradicional és la fosa a sorra, per ser aquesta un material refractari molt abundant en la naturalesa i que, barrejada amb argila, adquireix cohesió i moldeabilidad sense perdre la permeabilitat que possibilita evacuar els gas és del motlle alhora que s'aboca el metall fos. La fosa en sorra consisteix a colar un metall fos, típicament aliatges de ferro, acer, bronze, llautó i altres, en un motlle de sorra, deixar solidificar i posteriorment trencar el motlle per extreure la peça fosa. Per a la fosa amb metalls com el ferro o el plom, que són significativament més pesants que el motlle de sorra, la caixa d'emmotllament és sovint coberta amb una xapa gruixuda per prevenir un problema conegut com a "flotació del motlle", que passa quan la pressió del metall empeny la sorra per sobre de la cavitat del motlle, causant que el procés no es porti a terme de forma satisfactòria.
  - Pulverimetal·lúrgia o metal·lúrgia de pólvores és un procés de fabricació que, partint de pols fina i després de la seva compactació per donar-los una forma determinada (compactat), s'escalfen en atmosfera controlada (sinteritzat) per a l'obtenció de la peça. Aquest procés és adequat per a la fabricació de grans sèries de peces petites de gran precisió, per a materials o barreges poc comunes i per controlar el grau de porositat o permeabilitat. Alguns productes típics són rodaments, arbres de lleves, eines de tall, segments de pistons, guies de vàlvules, filtres, etc.
  - Emmotllament per injecció procés semicontinu que consisteix a injectar un polímer en estat fos en un motlle tancat a pressió i fred, a través d'un orifici petit anomenat comporta. En aquest motlle el material es solidifica, començant a cristal·litzar en polímers semicristal·lins. La peça o part final s'obté en obrir el motlle i treure de la cavitat la peça modelada. L'emmotllament per injecció és una tècnica molt popular per a la fabricació d'articles molt diferents. Només en els Estats Units, la indústria del plàstic ha crescut a una taxa de 12% anual durant els últims 25 anys, i el principal procés de transformació de plàstic és l'emmotllament per injecció, seguit del d'extrusió. Un exemple de productes fabricats per aquesta tècnica són els famosos blocs interconectables LEGO i joguines Playmobil, així com una gran quantitat de components d'automòbils, components per avions i naus espacials. Els polímers han aconseguit substituir altres materials com són la fusta, els metalls, les fibres naturals, les ceràmiques i fins i tot les pedres precioses, el moldeig per injecció és un procés ambientalment més favorable comparat amb la fabricació de paper, la tala d'arbres o cromats. Ja que no contamina l'ambient de forma directa, no emet gasos ni residus aquosos, amb baixos nivells de soroll. No obstant això, no tots els plàstics poden ser reciclats i alguns susceptibles de ser reciclats són dipositats en l'ambient, causant danys al medi ambient. La popularitat d'aquest mètode s'explica amb la versatilitat de peces que poden fabricar, la rapidesa de fabricació, el disseny escalable des de processos de prototips ràpids, alts nivells de producció i baixos costos, alta o baixa automatització segons el cost de la peça, geometries molt complicades que serien impossibles per altres tècniques, les peces modelades requereixen molt, poc o nul acabat, ja que són acabades amb la rugositat de superfície desitjada, color i transparència o opacitat, bona tolerància dimensional de peces modelades amb inserits o sense i amb diferents colors.
  - Emmotllament per bufat procés per mitjà del qual es produeixen objectes de plàstic buits, com ampolles. És un procés semicontinu que inclou dos passos, l'extrusió de polímer fos amb un perfil tubular anomenat parison i l'inflament d'aquest tub en un motlle, del qual pren la forma final el polímer extrudit.
  - Emmotllament per compressió és un procés de conformat de peces en què el material, generalment un polímer, és introduït en un motlle obert al que després se li aplica pressió perquè el material adopti la forma del motlle i calor perquè el material reticulat i adopti definitivament la forma desitjada. En alguns casos la reticulació és accelerada afegint reactius químics, per exemple peròxids. Es parla llavors d'emmotllament per compressió amb reacció química. També s'utilitza aquest procés amb materials compostos, per exemple plàstics reforçats amb fibra de vidre. En aquest cas el material no reticula sinó que adopta una forma fixa gràcies a l'orientació impresa a les fibres durant la compressió. L'emmotllament per compressió s'utilitza de forma comuna per a processar compost de fusta i plàstic, obtenint un material econòmic i durable que generalment s'usa en sostres, pisos i perfils en disseny de jardins.

L'emmotllament per compressió és el mètode menys utilitzat en obtenció de peces
- Conformat o deformació plàstica.

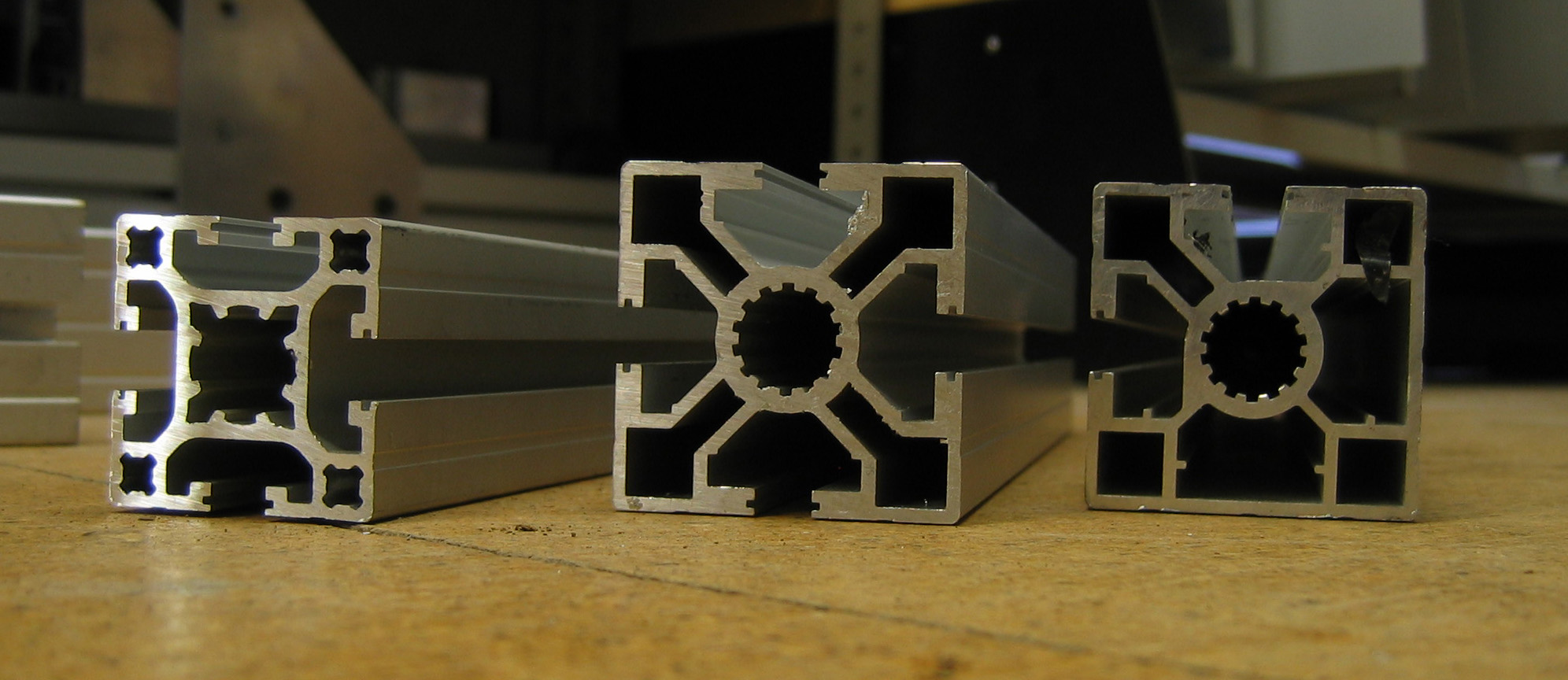
Alumini extruït; perfils aptes per connectors especials

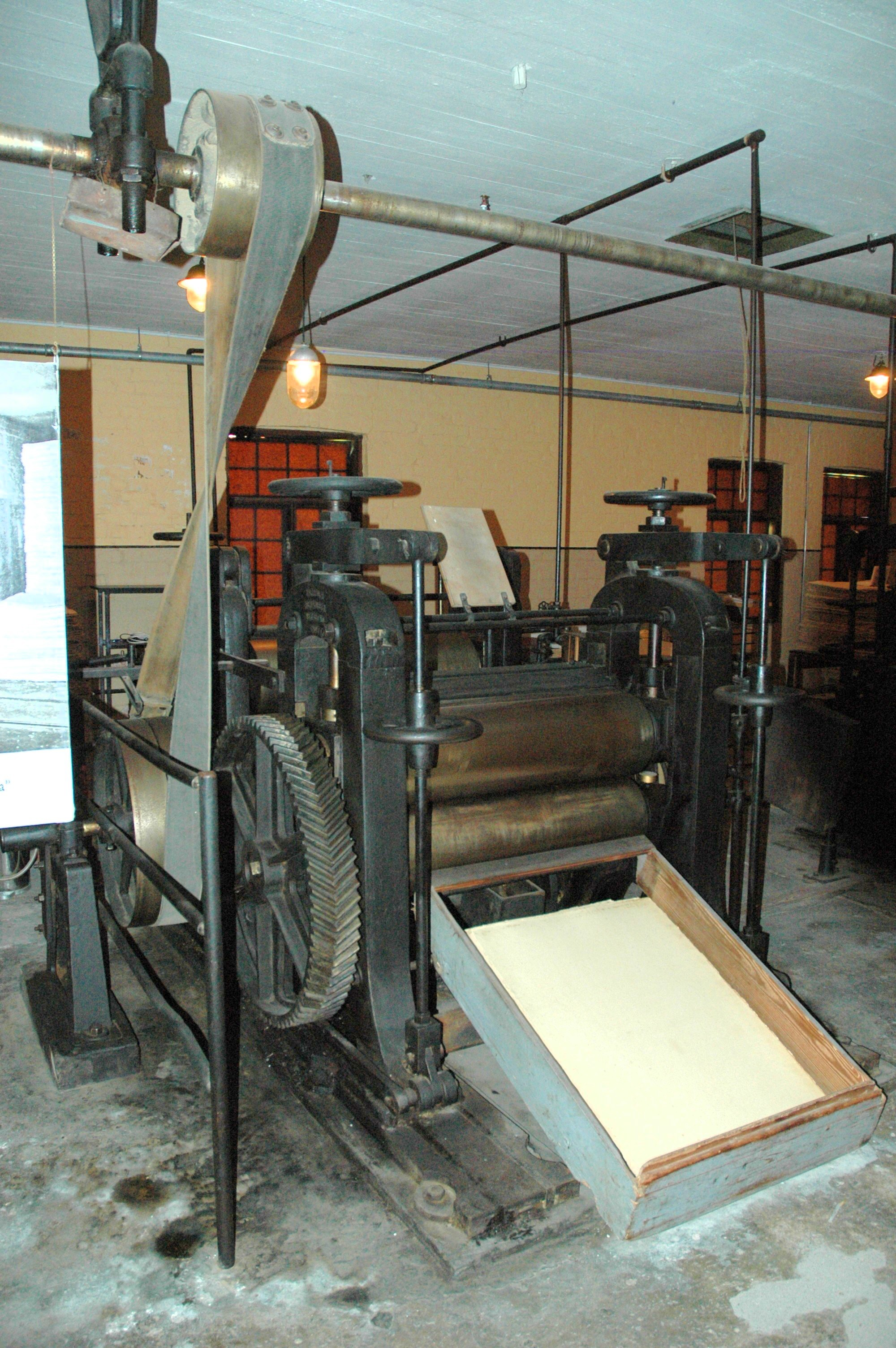
Calender machine

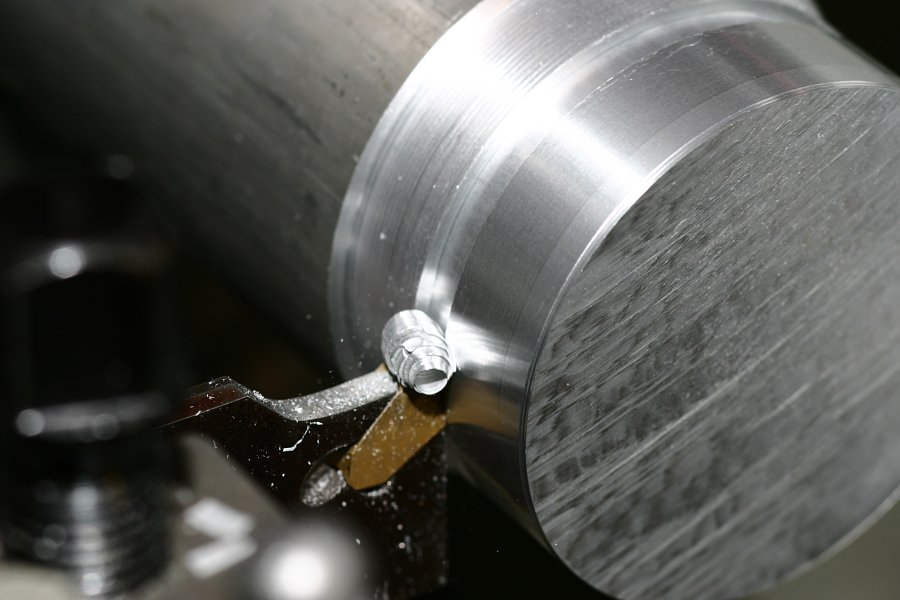
Arrencada de ferritja.

  - Laminació mètode de conformat o deformació utilitzat per produir productes metàl·lics allargats de secció transversal constant. Aquest procés metal·lúrgic es pot realitzar amb diversos tipus de màquines. L'elecció de la màquina més adequada va en funció del tipus de làmina que es vol obtenir (gruix i longitud) i de la naturalesa i característiques del metall.
  - Forja consisteix a donar forma al metall per mitjà del foc i del martell. A la forja es modela el metall per deformació plàstica i és diferent d'altres treballs del ferro en els quals es retira i s'elimina part del material mitjançant broques, fresadores, torn, etc., I d'altres processos pels quals es dona forma al metall fos abocant-lo dins d'un motlle (fosa).
  - Extrusió és un procés usat per crear objectes amb secció transversal definides i fixes. El material s'empeny o s'extreu a través d'un encuny d'una secció transversal desitjada. Les dues avantatges principals d'aquest procés per sobre de processos manufacturats és l'habilitat per crear seccions transversals molt complexes i el treball amb materials que són trencadissos, perquè el material només es troba forces de compressió i de cisallament. També les peces finals es formen amb una terminació superficial excel·lent.[2] L'extrusió pot ser contínua (produint teòricament de forma indefinida materials llargs) o semicontínua (produint moltes parts). El procés d'extrusió es pot fer amb el material calent o fred. Els materials extruïts sovint inclouen metalls, polímers, ceràmiques, formigó i productes alimentaris.
  - Estirat
  - Conformat de xapa
  - Encongiment
  - Calandratge és un procés de conformat que consisteix a fer passar un material sòlid a pressió entre corrons de metall generalment calents que giren en sentits oposats. La finalitat pot ser obtenir làmines de gruix controlat o bé modificar l'aspecte superficial de la làmina. Aquest procés s'aplica a una gran varietat de materials, incloent metalls, fibres tèxtils, paper i polímers. El calandratge de termoplàstics consisteix a passar el plàstic en estat viscoelàstic (Tg <T <Tm) per una sèrie de rodets per produir un full continu. Algun dels rodets pot estar gravat per donar una textura a la fulla resultant. El gruix de la làmina és donat per la distància existent entre dos corrons. Amb aquest procés es produeixen làmines que s'utilitzen com a primeres matèries per a altres processos secundaris, però també productes com cortines de bany, catifes i impermeables.

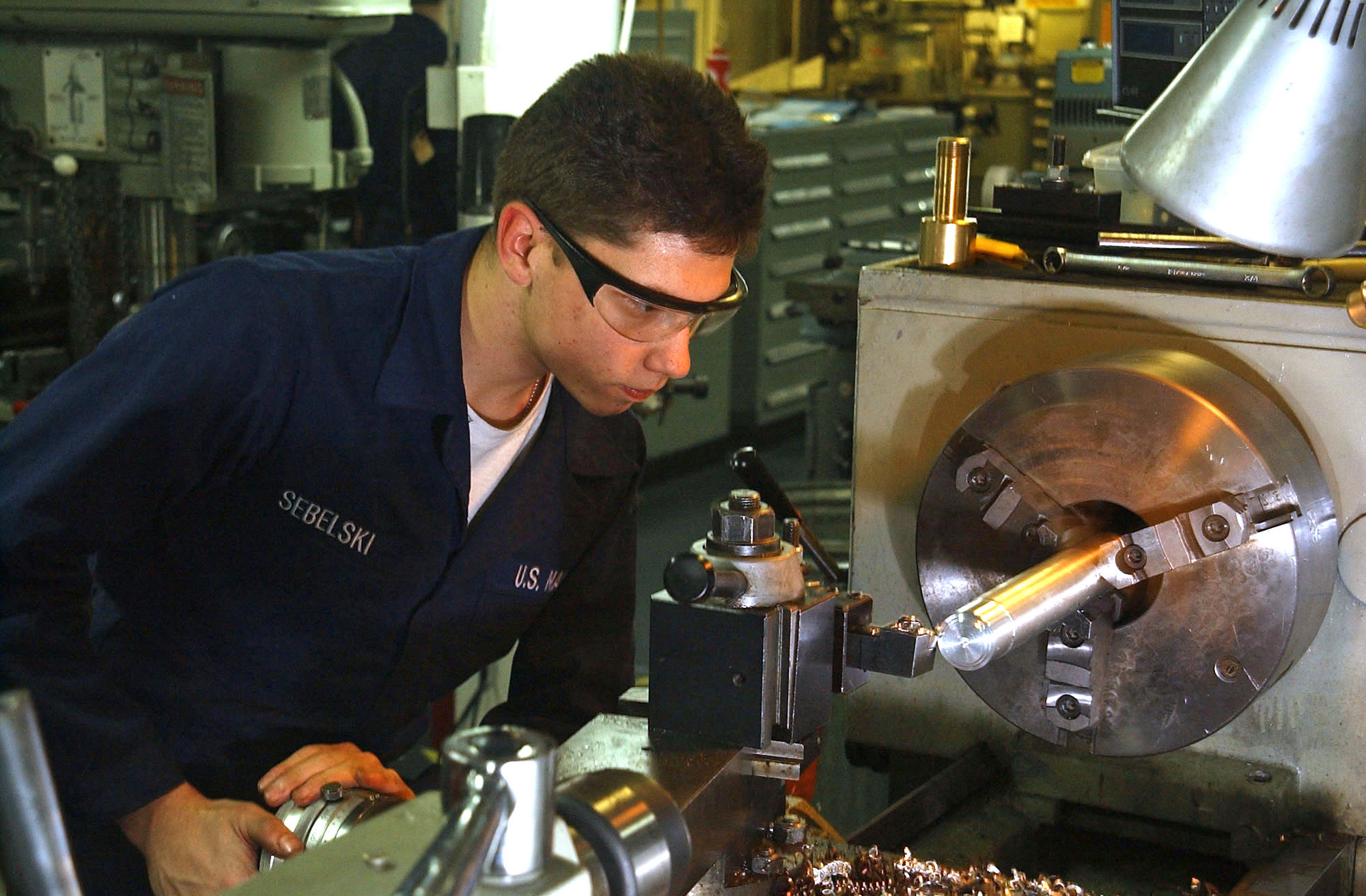
Operari treballant en un torn paral·lel

- Processos amb arrencada de material
  - mecanització comprèn un conjunt d'operacions de conformació de peces mitjançant remoció de material, sia per arrencament de ferritja o per abrasió. Es realitza a partir de productes semielaborats com lingots, totxo o altres peces prèviament conformades per altres processos com emmotllament o forja. Els productes obtinguts poden ser finals o semielaborats que requereixin operacions posteriors.
    - Tornejat operació de mecanitzat que es realitza en qualsevol dels tipus de torns que existeixen. El tornejat consisteix en els mecanitzats que es realitzen en els eixos de revolució o altres components que tinguin mecanitzats cilíndrics concèntrics o perpendiculars a un eix de rotació tant exteriors com interiors. Per efectuar el tornejat els torns disposen d'accessoris adequats per fixar les peces a la màquina i de les eines adequades que permeten realitzar totes les operacions de tornejat que cada peça requereixi. Avui dia els mecanitzats complexos i de precisió es realitzen en torn CNC, i les sèries grans de peces es fan a torn automàtic, però encara queden molts mecanitzats que es realitzen a torn paral·lel on cal una bona perícia i professionalitat de part dels operaris que els manegen.
    - Fresadora és una màquina de potència utilitzada per a donar formes complexes a peces de metall (o possiblement d'altres materials).[3] En les fresadores tradicionals, la peça es desplaça apropant les zones a mecanitzar a l'eina, permetent obtenir formes diverses, des de superfícies planes a altres més complexes. La seva forma bàsica és la d'un tallador rodant (fresa) que gira en l'eix vertical (com un trepant), i que es pot moure en tres dimensions (i, possiblement, en diverses orientacions) amb relació a la peça a mecanitzar (en contrast amb el trepant, que només es pot moure en una dimensió mentre forada). El moviment al llarg de la superfície de la peça a mecanitzar es porta a terme generalment mitjançant una taula mòbil en la qual es munta la peça a mecanitzar, preparada així per a moure's en dues dimensions. Es poden operar les màquines fresadores tant manualment com mitjançant control numèric per ordinador).
    - Trepant s'utilitza per perforar materials diversos. Els forats es fan per un procés d'arrencament de material mitjançant unes eines anomenades broques.

  - Electroerosió també conegut com a Mecanitzat per Descàrrega Elèctrica o EDM (pel seu nom en anglès, Electrical Discharge Machining). El procés d'electroerosió consisteix en la generació d'un arc elèctric entre una peça i un elèctrode en un medi dielèctric per arrencar partícules de la peça fins a aconseguir reproduir-hi les formes de l'elèctrode. Tots dos, peça i elèctrode, han de ser conductors, per tal que pugui establir l'arc elèctric que provoqui l'arrencada de material.

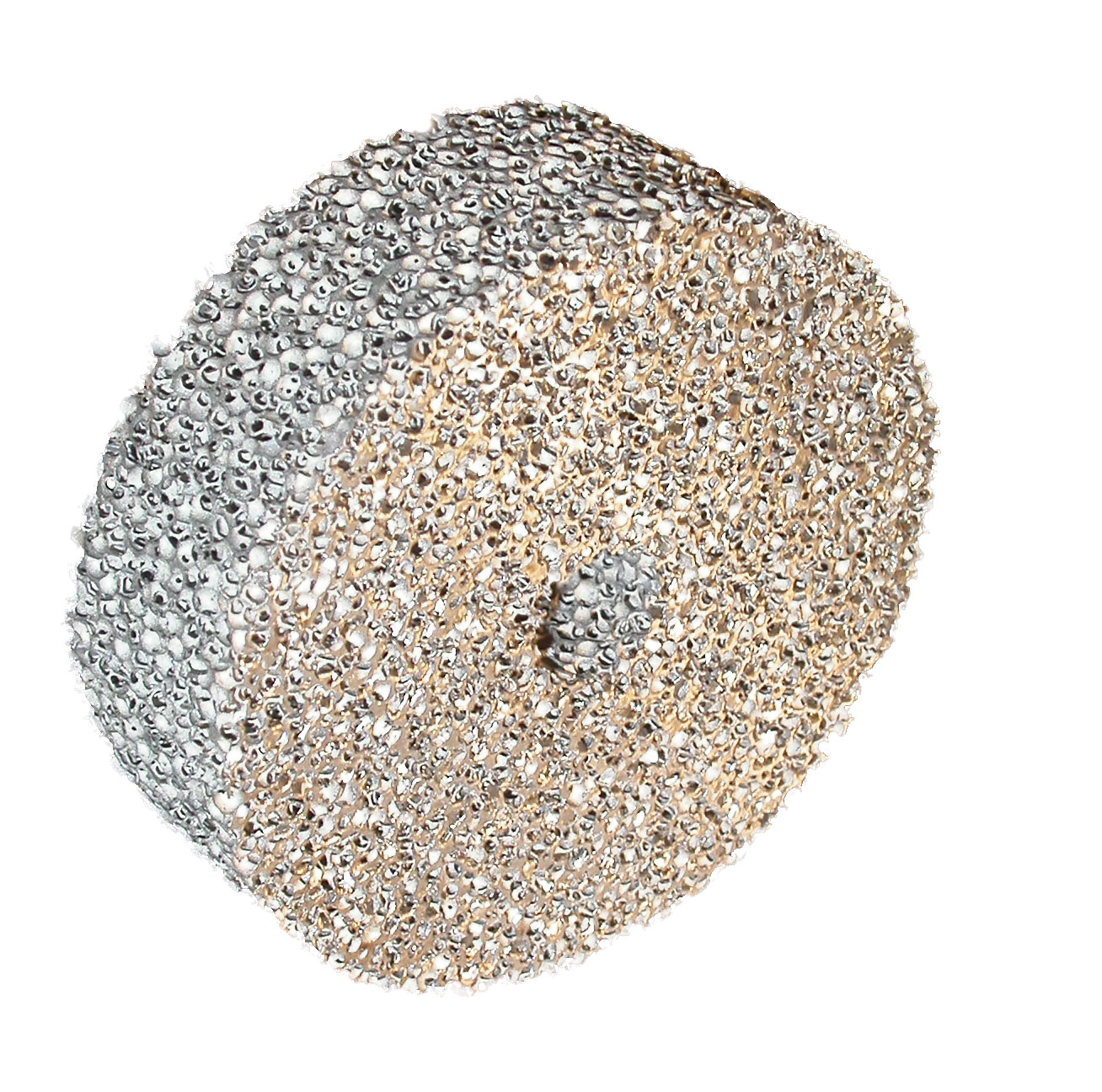
Peça de metall sinteritzat.

- Tractament tèrmic procés al qual se sotmeten els metalls o altres sòlids per tal de millorar les seves propietats mecàniques, especialment la duresa, la resistència i la tenacitat. Els materials als quals s'aplica el tractament tèrmic són, bàsicament, l'acer i la fosa, formats per ferro i carboni. També s'apliquen tractaments tèrmics diversos als sòlids ceràmics.
  - Temperat procés al qual se sotmet a l'acer, concretament a peces o masses metàl·liques ja conformades al mecanitzat, per augmentar la seva duresa, resistència a esforços i tenacitat. El procés es porta a terme escalfant l'acer a una temperatura aproximada de 915 °C en el qual la ferrita es converteix en austenita, després la massa metàl·lica és refredada molt aviat (excepte alguns casos on el refredament és "lent" acers autotemplables), submergint-ho o ruixant-ho amb aigua, en oli, aire positiu o en altres fluids o sals. Després del temple sempre se sol fer un revingut.
  - Tremp procés que segueix al de temperat de l'acer. Té com a finalitat reduir les tensions internes de la peça originades pel tremp o per deformació en fred. Millora les característiques mecàniques reduint la fragilitat, disminuint lleugerament la duresa, això serà tant més acusat com més alta sigui la temperatura de revingut.
  - Recuit té com a finalitat una temperatura que permeti obtenir plenament la fase estable a falta d'un refredament prou lent perquè es desenvolupin totes les reaccions completes.
  - Nitruració en el qual es modifica la composició de l'acer incorporant nitrogen durant el procés de tractament tèrmic, l'escalfament, en una atmosfera rica en nitrogen. El seu objectiu principal és el d'augmentar la duresa superficial de les peces, a més d'augmentar la seva resistència a la corrosió ia la fatiga.
  - Sinterització és el tractament tèrmic d'una pols o compactat metàl·lic o ceràmic a una temperatura inferior a la de fusió de la mescla, per incrementar la força i la resistència de la peça creant enllaços forts entre les partícules. En la fabricació de ceràmica, aquest tractament tèrmic transforma un producte en pols en un altre compacte i coherent. La sinterització s'utilitza de manera generalitzada per a produir formes ceràmiques d'alúmina, beril·li, ferrita i titanat. A la sinterització les partícules coalescència per difusió a l'estat sòlid a molt altes temperatures, però per sota del punt de fusió del compost que es desitja sinteritzat. En el procés, la difusió atòmica té lloc entre les superfícies de contacte de les partícules per tal que resultin químicament unides.

- Tractaments superficials; Acabat
  - Elèctrics
    - Electropoliment

  - Abrasius
    - Poliment

### Tecnologia química
- Processos físics
- Processos químics
  - Tractaments superficials
    - Passivació hi ha moltes tècniques per a fomentar, enfortir o fins i tot crear artificialment una pel·lícula passivant en metalls, com per exemple el parkerizat o fosfatat, pavonat, anoditzat, etc. No obstant això, el terme procés de passivació o passivat de metalls normalment es reserva per a alguns pocs processos particulars encaminats a l'eliminació per oxidació química de materials estranys presents en superfícies metàl·liques i així enriquir selectivament del material que forma la pel·lícula passivant. D'aquesta manera, la pel·lícula passivant que es forma espontàniament serà de més gruix i més uniforme, la qual cosa presenta eventualment millors característiques de protecció contra la corrosió. La capa passivant és el resultat d'aquest procés químic, emprat per la indústria de la manufactura durant la producció d'alguns objectes o utensilis metàl·lics, incloent diversitat d'instruments quirúrgics, vàlvules i connexions de precisió d'acer inoxidable. Per pertànyer als processos d'acabats (o processos secundaris), són aplicats generalment en banys d'immersió quasi sempre en les etapes finals i posteriors a la manufactura.

## Tipus d'indústries
La indústria es pot classificar segons la quantitat de béns que usen per transformar els productes i segons el tipus de resultat final.
La indústria pesant està pensada per permetre funcionar altres indústries, ja que s'encarrega de produir els materials de base. Així, la mineria, la indústria siderúrgica o la petroquímica ajuden que les matèries primeres (com el petroli), siguin accessibles per a les fàbriques (per exemple produint plàstic).
La indústria de béns d'equip ajuda igualment altres indústries, però fent màquines i transports per a les mercaderies. Dins d'aquest grup s'engloben les infraestructures (com ferrocarril o el sector aeronàutic), les empreses de materials de construcció o de l'automòbil, entre d'altres.
Finalment l'anomenada indústria lleugera, que requereix menys inversió de matèries primeres i energia, produeix béns destinats al mercat general. En aquesta classificació s'inclouen les indústries d'alimentació, tèxtil, informàtiques, mobles, etc. El tipus de producte final fa que s'agrupin d'una manera o una altra.

### Per classes
Alguns dels principals sectors industrials són:
- Indústria alimentària té com a funció la transformació de primeres matèries de consum humà a productes amb una vida útil més prolongada fonamentada en la comprensió de fenòmens de la química dels aliments, la biologia i la física. Això es realitza amb diferents finalitats, el més important que aquestes matèries primeres puguin conservar el major temps possible, sense que perdin el seu valor nutritiu, reducció de costos quan es tracta de transport; deshidratació és l'exemple més comú: llet, fruites. La manera com es transformen els aliments influeix decisivament en les propietats que van a presentar. Així, si se li sotmet a un tractament tèrmic, per exemple la cocció, és d'esperar que la pèrdua d'aigua sigui la causant del fet que cruix al mossegar. Aquest és el cas de les galetes. Així mateix un canvi en les propietats de l'aliment també pot introduir efectes no desitjats. Seguint amb l'exemple, si aquesta galeta es deixa el temps suficient a l'aire lliure tendirà a absorbir la humitat perduda en el tractament tèrmic sofert, amb el que esdevindrà tova. D'altra banda, el procés experimentat durant l'obtenció de l'aliment, si es realitza en condicions inadequades, podria conduir a una pèrdua de determinats components: compostos volàtils, vitamines, fins i tot proteïnes. Els seus objectius són:

1. Controlar les operacions dels processos industrials de fabricació, transformació o condicionament de matèries primeres
2. Dissenyar i controlar sistemes de processament amb els menors impactes negatius sobre el medi ambient
3. Utilitzar les ciències dels aliments per desenvolupar, millorar o oferir nous productes
4. Dissenyar sistemes de qualitat que contribueixin a assegurar el valor nutritiu, la innocuïtat dels aliments
5. Projectar, planificar, calcular i controlar les instal·lacions, maquinàries i instruments d'establiments industrials
6. Assegurar al consumidor la innocuïtat de cada un dels productes alimentaris

- Indústria de l'entreteniment o indústria cultural és el conjunt d'empreses i institucions en què la principal activitat econòmica és la producció de cultura o d'oci de forma massiva i en sèrie basada en la repetició constant d'uns esquemes bàsics que mostren una sèrie de situacions i models irreals i inaccessibles a la gran majoria dels casos, amb una finalitat lucrativa. Es poden considerar mitjans de producció cultural: la televisió, la ràdio, els diaris i revistes, el cinema, la música, les editorials, el teatre, la dansa, els videojocs, els Parcs temàtics, etc. Tots aquests són elaborats buscant alhora augmentar el consum dels seus objectes culturals, modificar els hàbits socials, educar, informar i, finalment, transformar la societat. D'aquesta manera, tot objecte cultural és considerat un producte cultural amb un valor ètic i un valor estètic, a partir dels quals el mercat orienta la seva oferta mitjançant les lleis de l'oferta i de la demanda. D'aquesta manera, s'aprecia el "esquematisme" de la indústria cultural que anteposa el valor mercantil dels productes a la seva qualitat cultural. L'expressió indústria cultural va ser emprada per primera vegada pels teòrics de l'Escola de Frankfurt: Theodor Adorno i Max Horkheimer en el llibre Dialektik der Aufklärung (dialèctica de la il·lustració) escrit en 1944, un moment en què la cultura ja no necessita justificar-se socialment. En aquesta obra, Adorno i Horkheimer aprofundeixen sobre la reïficació de la cultura per mitjà de processos industrials. Assumeixen que el sistema d'economia concentrada és un sistema mercantil en el que la indústria cultural es mostra com un negoci que, al seu torn, reafirma el mateix sistema, de manera que els recursos tecnològics acaben per ser recursos de dominació sobre el receptor (tecnocràcia). Segons aquest sistema, la majoria de les necessitats estructurals de la societat moderna troben la seva satisfacció en la cultura de masses. Segons Zallo la Indústria Cultural és: "un conjunt de branques, segments i activitats auxiliars industrials productores i distribuïdores de mercaderies amb continguts simbòlics, concebudes per un treball creatiu, organitzades per un capital que es valora i destinades finalment als mercats de consum amb una funció de reproducció ideològica i social. Segons Rei i altres, les indústries culturals són aquelles que abasten la creació i producció de béns i serveis comercialitzables amb continguts intangibles de naturalesa cultural. Són béns i serveis en els que s'integren formes de vida, valors, idees i que per efectes de la seva protecció requereixen una reglamentació de drets d'autor. És l'accés a determinats recursos (principalment econòmics) el que permet influir en la cultura (Informe McBride). En definitiva, segons alguns d'aquests autors la Indústria cultural és vista com una repressora dels instints i la individualitat de les persones, així com una eina que permet i promou la perpetuació del sistema capitalista.
- Indústria farmacèutica és el sector dedicat al desenvolupament, fabricació i preparació de productes químics medicinals per la prevenció o tractament de les malalties. Algunes empreses del sector fabriquen productes químics farmacèutics a granel (producció primària), i totes elles es preparen per al seu ús mèdic mitjançant mètodes coneguts col·lectivament com a producció secundària. Entre els processos de producció secundària, altament automatitzats, es troben la fabricació de fàrmacs dosificats, com a pastilles, càpsules o sobres per administració oral, solucions per injecció, òvuls i supositoris.[4] Els preparats tenen diferents presentacions i poden xuclar-se (com els caramels) prendre's oralment (com els xarops) o administrar-se en forma d'inhalacions amb aerosols dosificats, de gotes per al nas, orelles o ulls, o de cremes, pomades i locions aplicades a la pell. Algunes empreses també fabriquen anestèsics i mitjans de contrast utilitzats per visualitzar estructures corporals mitjançant rajos X o ressonància magnètica nuclear (RMN).
- Indústria tèxtil és el nom que es dona al sector de l'economia dedicat a la producció de roba, fil, fibra i productes relacionats. Encara que des del punt de vista tècnic és un sector diferent, en les estadístiques econòmiques se sol incloure la indústria del calçat com a part de la indústria tèxtil. Els tèxtils són productes de consum massiu que es venen en grans quantitats. La indústria tèxtil genera gran quantitat de llocs de treball directes i indirectes, té un pes important en l'economia mundial. És un dels sectors industrials que més controvèrsies genera, especialment en la definició de tractats comercials internacionals. A causa principalment al seu efecte sobre les taxes d'ocupació.
- Indústria aeronàutica, indústria aericomercial o negoci aeronàutic, està formada per totes aquelles activitats vinculades al transport aeri civil que inclouen: Operadors o aerolínies, Agències de viatges, Aeroports, Infraestructura i Constructors d'aeronaus. Altres indústries relacionades són la indústria del petroli, de les assegurances, del turisme i de la seguretat. La indústria aericomercial és de grans volums de venda i de baixos marges d'utilitats. Té alts costos fixos i una demanda molt variable, sensible als cicles de l'economia i a factors externs. És un mercat molt competitiu, cosa que incentiva guerres de preus i competències per itineraris, fent fallida qui no tenen una estratègia de negoci intel·ligent basada en la flexibilitat i l'eficiència. De fet, la indústria ha acumulat milionàries pèrdues en els darrers anys producte de la competència, però també dels recents atemptats terroristes i l'alça en el valor del petroli. Depèn d'una exigent logística i servei, de manera que el suport en la tecnologia és clau per oferir servei al client i eficiència interna. La majoria de les línies àrees transporten càrrega i passatgers.
- Indústria metal·lúrgica el seu objectiu és l'obtenció i tractament dels metalls des de minerals metàl·lics, fins als no metàl·lics. També estudia la producció d'aliatges, el control de qualitat dels processos vinculats així com el seu control contra la corrosió.
- Indústria química s'ocupa de l'extracció i processament de les matèries primeres, tant naturals com sintètiques, i de la seva transformació en altres substàncies amb característiques diferents de les que tenien originalment, per satisfer les necessitats de les persones millorant la seva qualitat de vida. El seu objectiu principal és elaborar un producte de bona qualitat amb el cost més baix possible, i tractant d'ocasionar el menor dany possible al medi.
- Indústria del sexe és el terme donat a la indústria comercial de les empreses que donen feina a treballadors sexuals en diverses capacitats, generalment relacionades amb el que es descriu com entreteniment per a adults que inclou erotisme, ja que comprèn una sèrie de formes d'entreteniment relacionats amb el sexe, no es considera adequat per als nens. La indústria del sexe representa una part important de l'economia mundial i ha estat acreditat amb els avenços tecnològics a la multimèdia, Tals com vídeos casolans, DVD, pay-per-view, video streaming i vídeos sota demanda. Exemples dels tipus moderns de les empreses que operen a la indústria del sexe són Hustler (una revista mensual per a homes); SexTV: The Channel (un canal de televisió digital per cable); randimg.com (un popular web), Artemis (un mega-bordell a alemanya), i Ann Summers (un èxit de la cadena britànica de Sex shops).

### Per consumidors[calcitació]
Les indústries es poden classificar de diferents maneres, en referència a diferents paràmetres. En aquest cas, hem classificat els tipus d'indústries segons els consumidors del producte que fabriquen. Si seguim aquest tipus de classificació, obtenim les següents indústries:

#### Indústries de base
Les indústries de base, agafen les matèries primeres, i les manipulen fins a transformar-les en productes semielaborats. Després aquesta indústria, vendrà els seus productes a indústries que transformin aquests productes semielaborats, en productes finals. En aquest grup destaquen indústries de metall i de química pesant. Exemple: refineries (química pesant).

#### Indústries de béns d'equipament
Les indústries de béns d'equipament treballen amb aquests productes semielaborats, transformant-los en productes finals, que normalment van destinats encara a una altra indústria, perquè són béns que complementen a altres béns, tot i que també poden anar destinats directament al consumidor, si es tracta d'un client que vol una peça específica d'un vehicle per exemple, però no vol el vehicle sencer. Aquí podem trobar les indústries de metall que fabriquen màquines i material de transport.

#### Indústries de béns de consum
Utilitzen diferents tipus de productes semielaborats i altres recursos que normalment no són de grans dimensions, per produir béns que van directament al consum de la població o al comerç d'altres països amb el transport. És el tipus d'indústria que coneixem més bé, perquè és de les que n'hi ha més, com per exemple, indústries d'alimentació, de perfumeria... Aquestes indústries, normalment se situen a prop dels nuclis urbans o on hi ha més població, perquè és on hi ha els mercats i els seus consumidors.

## Patrimoni industrial

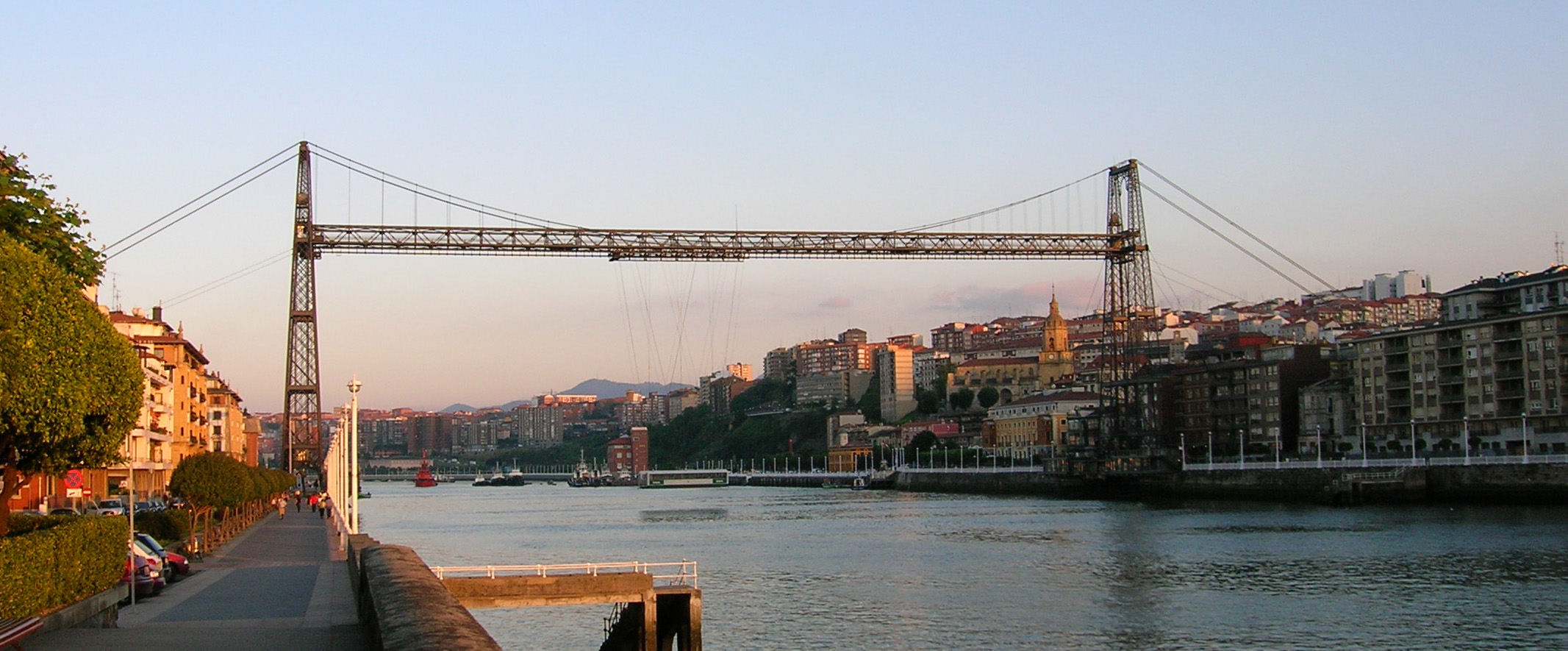
Pont de Biscaia, Euskadi

El patrimoni industrial, segons el TICCIH (The International Committee For The Conservation Of The Industrial Heritage), es compon de les restes de la cultura industrial que posseeixen un valor històric, tecnològic, social, arquitectònic o científic. Aquestes restes consisteixen en edificis i maquinària, tallers, molins i fàbriques, mines i llocs per processar i refinar, magatzems i dipòsits, llocs on es genera, es transmet i s'usa energia, mitjans de transport i tota la seva infraestructura, així com els llocs on es desenvolupen les activitats socials relacionades amb la indústria, tals com l'habitatge, el culte religiós o l'educació.
El patrimoni industrial, per tant, abasta no només els immobles (fàbriques, tallers, molins ...) estructures arquitectòniques i maquinària de producció (naus, xemeneies, locomotores ...), sinó també les vies de transport i comunicació per on arribaven les matèries primeres i es comercialitzaven els productes (ponts, ferrocarrils, estacions…), les residències, centres associatius (ateneus…) i assistencials dels treballadors (hospitals, sanatoris ...), els serveis públics (mercats, escoles…) i, en última instància, els mateixos paisatges modificats per l'activitat extractiva i industrial.
El Museu de la Ciència i de la Tècnica de Catalunya treballa activament en la conservació, estudi, difusió i dinamització del patrimoni industrial català. El conjunt dels 25 museus i centres patrimonials estesos al llarg del territori que constitueixen el Sistema Territorial del mNACTEC ha permès la salvaguarda d'edificis industrials representatius de diverses activitats econòmiques significatives a la història de la segorna revolució industrial.
El Museu de la Ciència i de la Tècnica de Catalunya va acollir la seu internacional de TICCIH fins a l'any 2010 essent-ne president el director del centre Eusebi Casanelles i Rahola.